# Domenique Melchior
Domenique Melchior, eigentlich Herbert-Domenique Melchior, (* 14. Dezember 1981 in Wien) ist ein österreichisches Männer-Model.

## Leben
Melchior wollte nach seiner Ausbildung zum EDV-Kaufmann zunächst Profi-Fußballer werden. Er spielte als Fußballprofi in der österreichischen Bundesliga als Torwart bei dem Fußballverein First Vienna FC 1894.
Melchior kam durch Zufall in die Modelbranche. Mit 17 Jahren nahm er in Wien an einem Modelcontest, dem Supermodel of the World-Contest unter der Schirmherrschaft von Andrea Weidler teil, den er gewann; dort wurde er als Model entdeckt. Die Bewerbungsfotos, die ursprünglich aus Foto-Shootings für einen privaten Foto-Kalender von zwei Vienna-Mitspielern stammten, hatte sein Vater eingesendet.
Seit 2000 arbeitet Melchior professionell als Model. Bisheriger Höhepunkt seiner Karriere als Model war 2008 und 2012 die Kampagne für Giorgio Armani. Er war bzw. ist das Gesicht der Kampagnen, u. a. für Armani Code Ultimate. Gleichzeitig war er der erste Österreicher, der für eine Kampagne von Armani gebucht wurde. Als Model wurde er auch für die italienischen Modellabels Ravazzolo (Anzüge) und Mabrun (Leder- und Sportbekleidung) verpflichtet, jeweils für die Kampagnen Herbst/Winter 2011/2012.
Er arbeitete mit Fotografen wie Bruce Weber und Frank Wartenberg zusammen. Als Covermodel war er auf zahlreichen bekannten Magazinen zu sehen. 2011 war er Covel-Model der internationalen Ausgabe des Cosmopolitan-Kalenders; 2012 war er im großformatigen Schwarz-Weiß-Männerkalender der deutschen Ausgabe des Cosmopolitan-Kalenders abgelichtet.
Seine Mutteragentur ist Wienermodels, bei der er seine Karriere begann. Melchior steht unter anderem bei den Modelagenturen Elite Model Management in London und bei D Management Group in Mailand unter Vertrag.
Melchior lebt aktuell (Stand: Oktober 2012) in New York City.